# Yothu Yindi

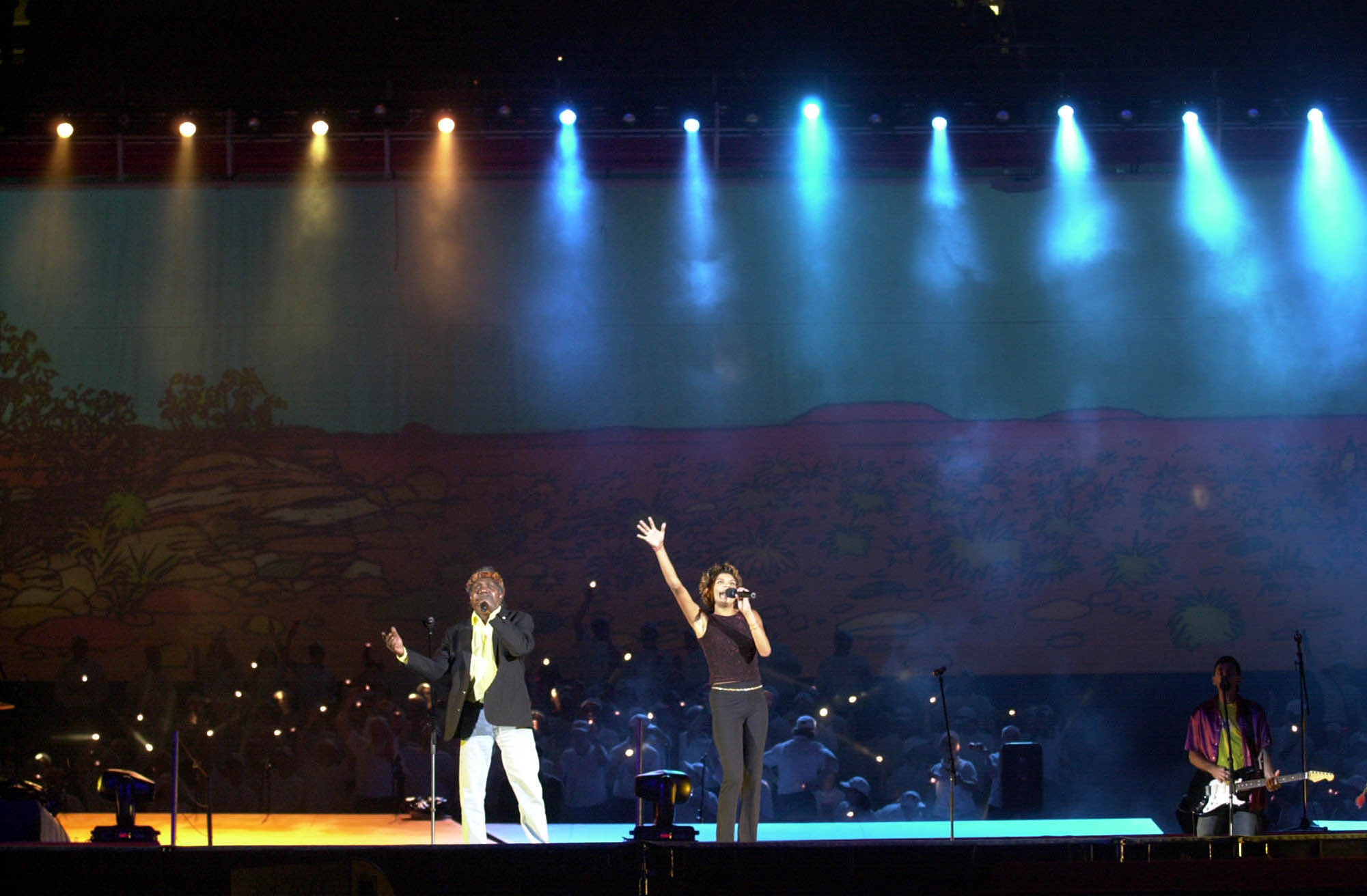
Yothu Yindi uppträder på inledningsceremonin vid Paralympics år 2000

Yothu Yindi (Yolŋu Matha för "barn och mor") var en australisk musikgrupp med både medlemmar som var australiska ursprungsinvånare och medlemmar som inte var ursprungsinvånare. Gruppen bildades 1986 genom ett samgående av två grupper som i sin tur hade bildats 1985 - en vit rock-grupp som kallades Swamp Jockeys och en namnlös aboriginsk folkmusikgrupp. De aboriginska medlemmarna kom från Yolngu-trakter nära Yirrkala på Gove-halvön i Arnhem Land i 
Northern Territory. Bland grundarna av bandet fanns Stuart Kellaway på basgitarr, Cal Williams på gitarr, Andrew Belletty (trummor), Witiyana Marika (traditionell sång, slagpinnar och dans), Milkayngu Mununggurr (didgeridoo), Geoffrey Gurrumul Yunupingu (keyboard, gitarr och slagverk) och ledaren Mandawuy Yunupingu (sång och gitarr).